# Camponotus aequatorialis
Camponotus aequatorialis é uma espécie de inseto do gênero Camponotus, pertencente à família Formicidae.

## Subespécies
- C. a. aequatorialis
- C. a. kohli